# Caribou (Album)
Caribou (deutsch: Amerikanisches Rentier) ist das achte Studioalbum des britischen Sängers und Komponisten Elton John.
Während seiner letzten US-Tour hörte John von einer Ranch mit Musikstudio in den Bergen von Colorado, in atemberaubender Lage und 3000 Meter Höhe. Per Helikopter besuchte er das Gelände und buchte sich begeistert für seine nächsten Aufnahmen ein. Die Musikranch gab seinem Album den Namen: Caribou.

## Hintergrund
Nach der Veröffentlichung seines vorherigen Projekts Goodbye Yellow Brick Road befand sich John für sieben Monate ununterbrochen auf Konzertreise. Bevor die nächste Tour Anfang 1974 nach Japan, Neuseeland und Australien starten sollte, gab es nur ein kleines Zeitfenster von zehn Tagen für die Aufnahmen seiner neuen Langspielplatte. John war daher schlecht gelaunt, kratzbürstig und gereizt. Er zog gerade vor seinem Texter Bernie Taupin über wen-auch-immer übel her, als Taupins Frau Maxine das Zimmer betrat. Sie begriff die Situation gleich, nickte wissend und murmelte zu ihrem Mann „Oh-oh. The bitch is back“ (dt.: Die Zicke ist zurück). Taupin antwortete auf seine Weise, es wurde der Titel des nächsten Hits.
Keiner hatte daran gedacht, dass die ungewohnte amerikanische Aufnahmetechnik im Studio eine Einarbeitungszeit erforderlich machte. So gingen dafür zwei wertvolle Aufnahmetage verloren, was der ursprünglich guten Laune Johns einen herben Dämpfer versetzte. Die für die Aufnahme vorgesehenen Lieder, die sie in die Wildnis von Colorado mitbrachten, entpuppten sich obendrein als nicht mehr als hastig zusammengestellte Liedfragmente. Nach Johns Aufbruch zur nächsten Tournee musste der Produzent Gus Dudgeon deutlich mehr Zeit im Vergleich zu früheren Projekten für die Nachbearbeitung aufwenden.
Zur Verkaufsförderung seines neuen Albums startete John im Herbst seine North American Tour 1974.

## Rezension
Die künstlerische Beurteilung von Caribou stand, nicht nur wegen des Zeitdrucks während der Aufnahmen, unter keinem guten Stern. Selbst John mochte eines seiner Lieder nicht, ausgerechnet Don’t Let the Sun Go Down On Me. Er spielte es in einer Vielzahl von Varianten ein und hätte „die Schnulze“ lieber Engelbert Humperdinck oder Lulu überlassen, anstatt es selbst zu nutzen. Es war jedem im Umfeld von John klar, dass das Album zusammengeschustert war. Dem britischen Produzenten Gus Dudgeon missfiel jedoch am meisten der verwendete amerikanische Akzent.
Die Lieder dieses Albums gehörten damals nicht zu Johns besten, wenn auch The Bitch Is Back und Don’t Let the Sun Go Down On Me selbst heute noch gefallen und den glitzernden Showman Elton John in Szene setzten. Abgesehen von wenigen Perlen wie Dixie Lily, das seinen weich gezeichneten Blick auf die Schifffahrt mit dem Dampfboot wirft, finden sich zu viele lächerliche Füller wie Solar Prestige a Gammon und Pinky, und daher enttäuscht Caribou in Summe.
Auch die bei John sonst sehr anspruchsvoll gestaltete Plattenhülle geriet bei Caribou banal und phantasielos. Niemand war verwundert, dass die Rockkritiker sich einig waren, die neue Langspielplatte entspräche nicht Johns üblichem Standard. Nur die Fans kümmerten sich nicht um die Kritiken. In Großbritannien und Nordamerika ging Caribou geradewegs auf Platz 1 der Albumcharts.

## Titelliste
Für alle Titel komponierte Elton John die Musik, die Texte schrieb Bernie Taupin, sofern kein anderer Hinweis gegeben wird.

### LP und CD
1. The Bitch Is Back – 3:44
2. Pinky – 3:54
3. Grimsby – 3:47
4. Dixie Lily – 2:54
5. Solar Prestige a Gammon – 2:52
6. Your’re So Static – 4:52
7. I’ve Seen the Saucers – 4:48
8. Stinker – 5:20
9. Don’t Let the Sun Go Down on Me – 5:36
10. Ticking – 7:33

### Bonustitel auf Wiederveröffentlichungen (1995 Mercury und 1996 Rocket)
1. Pinball Wizard (Pete Townsend) – 5:09
2. Sick City – 5:23
3. Cold Highway – 3:25
4. Step into Christmas – 5:23

## B-Seiten
| Titel        | A-Seite                                 |
| ------------ | --------------------------------------- |
| Sick City    | Don’t Let the Sun Go Down on Me (US/UK) |
| Cold Highway | The Bitch Is Back (US/UK)               |

## Besetzung
- Elton John – Gesang, Klavier
- Davey Johnstone – Akustische Gitarre, E-Gitarre, Mandoline, Steel-Gitarre, Begleitgesang (Titel 2, 3, 7)
- Dee Murray – Bassgitarre, Begleitgesang (Titel 2, 3, 7)
- Nigel Olsson – Schlagzeug, Begleitgesang (Titel 2, 3, 7)
- Ray Cooper – Percussion

## Weitere Musiker
- Bruce Johnson – Begleitgesang (Titel 9)
- Carls Wilson – Begleitgesang (Titel 9)
- Clydie King – Begleitgesang
- Sherlie Matthews – Begleitgesang
- Jessie Mae Smith – Begleitgesang
- Dusty Springfield – Begleitgesang
- Toni Tennille – Begleitgesang
- Billy Hinsche – Begleitgesang
- Tower of Power Horn Section - Blechbläser
- David Hentschel – ARP Synthesizer
- Lenny Pickett – Klarinette, Tenor Saxofon, Sopran Saxofon
- Chester Thomas – Orgel

## Produktion
- Gus Dudgeon – Produzent
- Clive Franks – Toningenieur
- David Hentschel – Toningenieur
- Peter Kelsey – Assistenz-Toningenieur
- Daryl Dragon – Orchestrierung
- Davey Johnstone – Orchestrierung
- Del Newman – Orchestrierung
- John Tobler – Album Cover Text

## Singleauskopplungen
| Jahr | Titel                           | Höchstplatzierung, Gesamtwochen, AuszeichnungChartplatzierungen (Jahr, Titel, , Platzierungen, Wochen, Auszeichnungen, Anmerkungen) | Höchstplatzierung, Gesamtwochen, AuszeichnungChartplatzierungen (Jahr, Titel, , Platzierungen, Wochen, Auszeichnungen, Anmerkungen) | Höchstplatzierung, Gesamtwochen, AuszeichnungChartplatzierungen (Jahr, Titel, , Platzierungen, Wochen, Auszeichnungen, Anmerkungen) | Anmerkungen                                                                                       |
| Jahr | Titel                           | UK | US | A. C. | Anmerkungen                                                                                       |
| ---- | ------------------------------- | --- | --- | --- | ------------------------------------------------------------------------------------------------- |
| 1974 | Don’t Let the Sun Go Down on Me | UK16 Silber · (8 Wo.)UK | US2 Gold · (15 Wo.)US | A. C.3 (13 Wo.)A. C. | Erstveröffentlichung: 20. Mai 1974 als Gastsänger: Brian Wilson, Bruce Johnston und Toni Tennille |
| 1974 | The Bitch Is Back               | UK15 (7 Wo.)UK | US4 Gold · (14 Wo.)US | — | Erstveröffentlichung: 3. September 1974                                                           |

## Kommerzieller Erfolg

### Chartplatzierungen
| ChartsChartplatzierungen       | Höchstplatzierung | Wochen/ Monate |
| ------------------------------ | ----------------- | -------------- |
| Deutschland (GfK)              | 30 (1 Mt.)        | 1 Mt.          |
| Vereinigte Staaten (Billboard) | 1 (54 Wo.)        | 54 Wo.         |
| Vereinigtes Königreich (OCC)   | 1 (18 Wo.)        | 18 Wo.         |

### Auszeichnungen für Musikverkäufe
| Land/Region                  | Auszeichnungen für Musikverkäufe (Land/Region, Auszeichnung, Verkäufe) | Verkäufe  |
| ---------------------------- | ---------------------------------------------------------------------- | --------- |
| Vereinigte Staaten (RIAA)    | 2× Platin                                                              | 2.000.000 |
| Vereinigtes Königreich (BPI) | Gold                                                                   | 100.000   |
| Insgesamt                    | 1× Gold · 2× Platin ·                                                  | 2.100.000 |

Hauptartikel: Elton John/Auszeichnungen für Musikverkäufe